# Nye korsange for mandskor
Nye korsange for mandskor (Noors voor Nieuwe koorliederen voor mannenkoor) is een compositie van Eyvind Alnæs. Van het werk is nauwelijks iets bekend. De enige tekst die aangereikt wordt is die van Henrik Anker Bjerregaard, En norsk lensmand, (Noors voor 'Een Noorse politiechef'). Dat lied draagt het opusnummer 21.1. Er zijn in 2013 geen andere liederen bekend binnen dat opusnummer.
De enige instantie die melding maakt van dit opusnummer is de Norsk Biografisk Leksikon. Runeborg, een antieke Scandinavische encyclopedie, maakt melding van En norks lensmand binnen het lemma Bjerregaard. Het wordt als weinig origineel afgestempeld. Echter de redactie destijds was in Zweedse handen en Bjerregaard was fel anti-Zweeds. Hij was een voorstander van de opheffing van de Personele Unie tussen Noorwegen en Zweden.  